# Sylvain Distin
Sylvain Distin (Bagnolet, 1977. december 16. –) francia labdarúgó.

## Pályafutás
Distin labdarúgó-karrierje egy kis amatőr klubban kezdődött Joué-lès-Tours-ban. 1998-ban csatlakozott az FC Tourshoz. 1999-ben a Gueugnon-hoz igazolt. Ott alapvető játékos lett 1999–2000-ben megnyerte a francia labdarúgó bajnokságot, azután Paris Saint-Germain-hez igazolt. 2000. július 20-án debütált az RC Strasbourg ellen (nyertek otthon 3–1-re). 2001 nyarán kölcsönbe vette az angol Newcastle. A Premier League-ban szeptember 15-én debütált a Manchester United FC ellen.
2002-ben megvette a Manchester City 4 millió fontért. Ő lett a legdrágább védő a klubban. Az új csapatban debütált augusztus 17-én a Leeds United ellen. A 2002–2003-as szezonban megválasztották a klub játékosává. A 2003–2004-es szezonban csapatkapitány lett. 2007. május 22-én elhagyta a Manchester City-t. A Portsmouth vette meg, 3 éves szerződést írt alá. Ő lett a csapatkapitány-helyettes. Debütált augusztus 11-én Derby County ellen (2–2).
2009-ben ingyen igazolt az Evertonba. Itt is hamar alapemberré lett.

## Díjai, sikerei

### Portsmouth
FA-kupa-győzelem: 2008
| Előző Ali Benarbia | a Manchester City FC csapatkapitánya 2003–2006 | Következő Richard Dunne |